# Acordo de Associação da União Europeia
Um Acordo de Associação da União Europeia ou simplesmente Acordo de Associação (AA) é um tratado entre a União Europeia (UE), os seus Estados-Membros e um país não pertencente à UE que cria um quadro para a cooperação entre eles.
As áreas frequentemente abrangidas por tais acordos incluem o desenvolvimento de laços políticos, comerciais, sociais, culturais e de segurança. Os Acordos de Associação são acordos-quadro amplos entre a UE (ou os seus antecessores) e os seus Estados-Membros, e um Estado externo que rege as suas relações bilaterais. A disposição para um acordo de associação foi incluída no Tratado de Roma, que criou a Comunidade Económica Europeia, como um meio de permitir a cooperação da Comunidade com o Reino Unido, que se tinha retirado das negociações do tratado na Conferência de Messina de 1955 . De acordo com o Serviço Europeu para a Ação Externa, para que um acordo seja classificado como AA, deve cumprir vários critérios:
A UE normalmente celebra acordos de associação em troca de compromissos com a reforma política, económica, comercial ou dos direitos humanos num país. Em troca, pode ser oferecido ao país acesso isento de tarifas a alguns ou todos os mercados da UE (bens industriais, produtos agrícolas, etc.) e assistência financeira ou técnica. Os AA assinados mais recentemente incluem também um Acordo de Comércio Livre (ACL) entre a UE e o país terceiro.
Os Acordos de Associação têm de ser aceites pela União Europeia e precisam de ser ratificados por todos os estados membros da UE e pelo estado em causa.

## Nomes e tipos
Os AAs têm vários nomes (por exemplo, Acordo Euro-Mediterrânico que Estabelece uma Associação, Acordo Europeu que Estabelece uma Associação) e não precisam necessariamente ter a palavra "Associação" no título. Alguns AAs contêm uma promessa de futura adesão à UE para o Estado contratante.
Os primeiros estados a assinar tais acordos foram Grécia em 1961 e Turquia em 1963.
Na história recente, esses acordos foram assinados como parte de duas políticas da UE, o Processo de Estabilização e Associação (PEA) e a Política Europeia de Vizinhança (PEV). Os países dos Bálcãs Ocidentais (candidatos oficiais Albânia, Bósnia e Herzegovina, Montenegro, Macedónia do Norte, Sérvia e potencial candidato Kosovo) são cobertos pelo SAp. Todos os seis têm "Acordos de Estabilização e Associação" (AEA) com a UE em vigor. A Europa Oriental é vizinha da Armênia, Azerbaijão, Bielorrússia, Geórgia, Moldávia e Ucrânia são todos membros da Parceria Oriental e estão abrangidos pela PEV. Embora a Rússia tenha um estatuto especial nos Espaços Comuns UE-Rússia em vez da participação na PEV.
Enquanto isso, os países do Mediterrâneo, (Argélia, Marrocos, Egito, Israel, Jordânia, Líbano, Líbia, a Autoridade Palestina, Síria, Tunísia) também são abrangidos pela PEV e sete dos estados mediterrânicos têm um "Acordo Euro-Mediterrânico que estabelece uma associação" (EMAA ) com a UE em vigor, enquanto a Palestina tem uma EMAA provisória em vigor. A Síria rubricou uma EMAA em 2008, mas a assinatura foi adiada indefinidamente. As negociações para um acordo-quadro com o estado restante, a Líbia, foram suspensas
Moldávia e Ucrânia têm Acordos de Associação em vigor. A Arménia concluiu as negociações para um AA em 2013, mas decidiu não assinar o acordo e mais tarde assinou um CEPA revisto com a UE em 2017. Azerbaijão também estava negociando um AA, mas não o concluiu.
Tanto o AEA como a PEV baseiam-se principalmente no acervo comunitário da UE e na sua promulgação na legislação dos estados cooperantes. É claro que a profundidade da harmonização é inferior à dos membros de pleno direito da UE e algumas áreas políticas podem não ser abrangidas (dependendo do estado específico).
Além dessas duas políticas, AAs com disposições de acordos de livre comércio foram assinados com outros estados e blocos comerciais, incluindo Chile e África do Sul.